# Śmierć Przemysława w Rogoźnie
Śmierć Przemysława w Rogoźnie – obraz olejny namalowany przez Jana Matejkę w 1875 roku.
Na ziemiach polskich był wystawiany do tej pory trzykrotnie. W Krakowie zaraz po namalowaniu w 1875 roku w Towarzystwie Przyjaciół Sztuk Pięknych, w 1894 roku we Lwowie podczas Powszechnej Wystawy Krajowej. Zakupił go po zakończeniu wystawy biskup Josip Juraj Strossmayer i przeznaczył do tworzącej się Akademii Nauk w Zagrzebiu. Obraz jest obecnie własnością Galerii Nowoczesnej w Zagrzebiu, która wypożyczyła go do Muzeum Narodowego w Poznaniu na okres trzech miesięcy jesienią 2007 roku.

## Opis
Zamachu w Rogoźnie na króla Przemysława II dokonano w środę popielcową 8 lutego 1296 roku, kiedy dwór i król odsypiali obchodzone poprzedniego dnia zapusty. Zaskoczony we śnie król zdołał jeszcze chwycić za broń lecz został poważnie ranny. Napastnicy uprowadzili go ze sobą, ale ponieważ bardzo krwawił porzucili po drodze.
Jan Matejko do przekazów historycznych podszedł bardzo swobodnie. Na jego płótnie scena rozgrywa się w paradnej sali, nie w sypialni, król jest całkowicie ubrany i przytomny. Toczy się otwarta walka, pojedynek na miecze napastników z królem i jego otoczeniem, chociaż widać przewagę tych pierwszych. Matejko na obrazie umieścił również postacie dwóch przerażonych kobiet: żony króla Przemysława II Małgorzaty oraz jego córki Ryksy Elżbiety później wydanej za mąż za króla Wacława II. O obecności w Rogoźnie obu pań ze źródeł historycznych nic nie wiadomo.
W polskim malarstwie do tematyki śmierci króla powrócił raz jeszcze w 1881 roku Wojciech Gerson, a jego obraz znajduje się w zbiorach Muzeum Narodowego w Warszawie.
Od 30 maja 2008 roku w Zamku Królewskim w Poznaniu eksponowana jest kopia obrazu autorstwa Jerzego Winklera.